# 伊藤寛規
伊藤 寛規（いとう ひろき）はラジコンヘリコプターのパイロット（操縦士）。

## 人物
7歳よりラジコンヘリコプターをはじめる。 2001年度F3C日本選手権に初出場（成績 5位）。毎年F3C日本選手権に出場。2005年度F3C日本選手権で初優勝後、2013年まで連続して優勝（2006年度F3C日本選手権は天候により中止）。
また、2年に一度実施されるF3C世界選手権においては、2005年度スペインで史上最年少で優勝。その後2007年ポーランド、2009年アメリカ、2011年イタリアで優勝し、史上初の4連覇となった（それまではF3C世界選手権史上2連覇が最高）。
2013年7月19日から28日にかけてポーランドで開催されたF3C世界選手権では、惜しくも2位となり連覇がストップした。
2013年10月、前述のF3C世界選手権4連覇の記録がギネス世界記録として認定された。
3Dフライト（アクロバティックな飛行を中心とした飛行）に活躍の場を広げ、世界各国で行われる大会にも積極的に参戦。
現在は、株式会社アクセスの社員オペレータとして活躍中。

## 略歴
- 2012年 - 2016年：日本遠隔制御 株式会社の専属パイロットとなる
- 2017年 - ：イタリアラジコンヘリ機器メーカー「SAB」専属パイロットとなる
- 2018年 - 現在：PRODORONE専属パイロットとなる
- 2021年 - 現在：株式会社アクセスの社員となる

## 受賞
- 2015年7月：F3C世界選手権 優勝
- 2017年7月：F3C世界選手権 第2位
- 2019年8月：F3C世界選手権 優勝 ※チームJapanも団体で優勝
- 2019年11月：F3C日本選手権 優勝 ※国内選手権においては、現在14連覇中